# Jean Ouimet
Pour les articles homonymes, voir Ouimet.
Jean Ouimet (né à Valleyfield, Québec) est un homme politique québécois. Il est un ancien chef du Parti vert du Québec et a été un militant du principal parti souverainiste et social-démocrate au Québec, le Parti québécois. 
Il fit notamment parler de lui en réclamant le retrait d'André Boisclair de la course à la direction du Parti québécois à la suite du dévoilement dans les médias de la consommation de cocaïne de Boisclair lorsqu'il était ministre.

## Biographie
Après un séjour au CÉGEP en sciences pures, Jean Ouimet étudia les mathématiques à l'Université McGill et l'Université de Montréal, avant de faire de même pour la philosophie à l'Université du Québec à Montréal. Après 5 ans d'université, une recherche en sciences cognitives et en complexité suivit.
Militant du Parti québécois pendant les années 1970 et du Parti vert du Québec pendant les années 1980, il est devenu le chef de ce dernier en 1989, un rôle dont il s'acquittera jusqu'en l'an 1993. Il quitta ensuite pour devenir conseiller en écologie pour Jacques Parizeau, alors chef du Parti québécois et Chef de l'opposition à l'Assemblée nationale du Québec.
En 2001, après la démission du chef du Parti québécois Lucien Bouchard, Ouimet tenta de se porter candidat à la chefferie du PQ pour la première fois. Il déclara que son ambition était motivée en partie par son désir de provoquer le débat qu'une course à la succession suscite. Ce débat risquait de ne pas avoir lieu puisque, parmi les trois prétendants potentiels au leadership, François Legault et Pauline Marois s'étaient retirés, laissant Bernard Landry sans concurrent. Ouimet n'a pu recueillir le nombre suffisant de signatures à temps pour être officiellement candidat et Landry est devenu chef.
Le départ de Bernard Landry en 2005 lui offrit l'occasion de tenter sa chance à nouveau, une occasion qu'il sut saisir. Il a présenté officiellement sa candidature le 15 septembre 2005 et prend maintenant part de la course à la chefferie du Parti québécois de 2005. La campagne de Ouimet se base notamment sur une série de projets de redistribution de la richesse, d'écologisme et de démocratie participative. Il propose également une direction collégiale pour le parti et associe sa vision de la souveraineté avec l'élaboration d'un contrat social.
Il a dit que l'indépendance du Québec doit être l'occasion de réaliser des grands défis planétaires tel que : la désintégration des régions, l'innovation de l'énergie éolienne et solaire, le réchauffement de la planète, vaincre les problèmes de pauvreté.
Le 15 novembre 2005, il perd finalement la course à la chefferie du Parti québécois de 2005 alors que André Boisclair est élu avec une majorité de 53,68 %. Jean Ouimet a reçu l'appui entre autres du professeur chercheur-écologiste le Dr. Pierre Dansereau.
Depuis l'été 2011, il s'est engagé à la réalisation d'une initiative citoyenne Pour un mode de vie durable au Québec. 